# Black's Magic
Black's Magic è il terzo album del gruppo R&B statunitense tutto al femminile Salt-n-Pepa, pubblicato il 19 marzo 1990 dalle etichette London e Next Plateau Entertainment. È stato ripubblicato nel 1992 dalle etichette Island e Mercury.
Dal disco sono stati estratti i singoli Expression, Independent, Do You Want Me, Let's Talk About Sex e You Showed Me. In particolare, Let's Talk About Sex ha riscosso un grande successo a livello di vendite, accompagnato però da molte critiche legate ai contenuti del brano. Per questo disco, il gruppo ha lavorato con il loro storico produttore Hurby Azor ma anche con altri nuovi produttori come Quicksilver.

## Tracce
London (828362)
London/Next Plateau (422-828362-2)
Island/Mercury (8283624)
1. Expression – 4:04 (Coltrane, James)
2. Doper Than Dope – 4:21 (Fingerprints)
3. Negro wit'an Ego – 3:40 (Fingerprints)
4. You Showed Me – 4:01 (Clark, McGuinn)
5. Do You Want Me – 4:52 (Fingerprints)
6. Swift – 4:04 (Fingerprints)
7. I Like to Party – 3:51 (Fingerprints)
8. Black's Magic – 4:16 (Fingerprints)
9. Start the Party – 3:51 (James)
10. Let's Talk About Sex – 4:40 (Fingerprints)
11. I Don't Know – 3:11 (Modeliste, Neville)
12. Live and Die – 3:07 (Fingerprints, McCartney)
13. Independent – 4:46 (James)

Durata totale: 52:44

## Classifiche
| Classifica (1990) | Posizione raggiunta |
| ----------------- | ------------------- |
| Stati Uniti       | 38                  |
| Regno Unito       | 70                  |